# Golpes de Estado en Colombia
Colombia no ha sido una república democrática sólida siempre. A pesar de la creencia popular de que este país suramericano tiene la democracia más sólida de Latinoamérica, han existido varios ejemplos de toma del poder furtiva, pero se hace más hincapié en la llegada al poder del General Gustavo Rojas Pinilla en 1953. En el siglo XIX hubo 5 tomas del poder y en el siglo XX hubo 4 tomas, en su mayoría se trató de golpes cívico-militares y no puramente militares.

## Cronología
A continuación se listan esos eventosː
- Autogolpe de 1828ː Simón Bolívar se declara dictador al fracasar la Convención de Ocaña. No pudo ejercer el poder por problemas de salud y persecución política y militar.
- Golpe de 1830ː Rafael Urdaneta toma el poder ante la ausencia de Bolívar, quien había muerto un mes antes, en 1830.[5]
- Golpe de 1854ː José María Melo le arrebata el poder a su amigo el general José María Obando.
- Golpe de 1861ː Tomás Cipriano de Mosquera se rebela contra el gobierno legítimo del conservador Julio Arboleda.
- Golpe de 1867ː El Partido Liberal apresa y exilia al presidente Tomás Cipriano de Mosquera, quien se había declarado dictador.
- Golpe de 1886ː El presidente Rafael Nuñez declara derogada la Constitución de 1863. Sin embargo dio a Colombia una nueva constitución, la de 1886.
- Golpe de 1900ː El vicepresidente José Manuel Marroquín se hace posesionar como presidente y ordena poner bajo arresto al titular Manuel Sanclemente, aprovechando su avanzada edad y su ubicación remota de la capital.
- Autogolpe de 1904ː El presidente Rafael Reyes clausura el Congreso, declara anulada la Constitución de 1886 y convoca una Asamblea Constituyente que fracasó.
- Intento de golpe de 1909ː Intento de golpe de Estado de militares partidarios de Ramón González Valencia al gobierno de Jorge Holguín.
- Intento de golpe de 1944ː Miembros de la VII Brigada apresan al presidente Alfonso López Pumarejo que se encontraba en Pasto, lo trasladan de un hotel a una hacienda, lo y obligan a dimitir. En Bogotá el caos se contiene y no se logra el cometido de los insurrectos.
- Golpe de 1953ː El general Gustavo Rojas Pinilla le arrebata el poder al designado Roberto Urdaneta, quien ejercía el cargo ante la ausencia por problemas de salud del titular Laureano Gómez.
- Golpe de 1957ː Tras un movimiento de huelgas y disturbios civiles conocido como las Jornadas de Mayo, el presidente Gustavo Rojas Pinilla renuncia bajo presión de líderes militares y es reemplazado por una junta militar.[6] [7]
- Intento de golpe de 1958ː Intento de golpe de Estado de militares partidarios de Rojas contra la Junta Militar de Colombia.[8]